# Guiomar Teixeira, A Filha de Tristão das Damas
Guiomar Teixeira, A Filha de Tristão das Damas é um filme mudo português de curta-metragem, realizado por João Reis Gomes, no ano de 1913, baseado no romance homónimo do próprio realizador. Estreou a 28 de junho de 1913 no Teatro Funchalense, com lotação esgotada.O filme foi apresentado com narração feita ao vivo, comentado tudo aquilo que estava a ser projetado na tela, acompanhados por uma orquestra.

## Sinopse
A acção decorre em Machico, na ilha da Madeira, no primeiro quartel do século XVI, reproduzindo o último grande lance da batalha, contra os Mouros, que terminou o cerco de Safim, cidade enfim conquistada pelas forças lusitanas, ao cair da tarde.

## Produção
A rodagem do filme teve lugar no dia 25 de maio de 1913 na ilha da Madeira, mais concretamente em Cancela, freguesia do Caniço, como anunciado no Diário de Notícias do dia anterior.
«Amanhã, pelas 6 horas da manhã, um grupo de cerca de 60 cavalleiros dirigir-se-ha para o sitio da Cancella, freguezia do Caniço, com o fim de ser tirada ali uma fita cinematographica de grande effeito».